# Castro de Sabariz
O Castro de Sabariz, ou Povoado fortificado de Sabariz, localiza-se na freguesia de Vila Fria, no município Viana do Castelo e no distrito homónimo, em Portugal.
Constitui um povoado fortificado da época da invasão romana da península Ibérica.
Encontra-se classificado como Imóvel de Interesse Público desde 1962.